# Olbia Pontica
Olbia Pontica (in greco antico: Ὀλβία Ποντική?), nota anche come Borysthenes (in greco antico: Βορυσθένης?, Borysthénēs) e Ol'vija (in ucraino Ольвія?) è stata una colonia greco-milesia sorta sulle rive del Mar Nero alla foce del Bug Orientale, nell'Ucraina meridionale. I resti della città sono protetti per circa 300 ettari come Riserva nazionale storica ed archeologica sotto l'egida dell'Accademia nazionale delle scienze dell'Ucraina.
Fondata da coloni milesi tra il 646 e il 645 a.C. divenne uno dei principali porti per gli scambi nel Mar Nero e dopo la fondazione delle prime colonie in Crimea rimase il principale centro di scambio tra Greci e Sciti. Tra il VI ed il V secolo a.C. la città passò sotto l'area d'influenza di Atene sebbene rimanesse un dominio degli Sciti. Dopo un periodo di sostanziale prosperità Olbia fu messa in difficoltà prima dalla guerra col Regno di Macedonia, sotto Filippo II e poi Alessandro, e poi dal caos regnante nella regione in seguito all'invasione celtica dei Balcani e alle pressioni esercitate dai Sarmati. Rimasta fedele ai padroni sciti, la città fu poi conquistata dal Regno del Ponto e messa a ferro e fuoco nel 50 a.C. dai Geti. Ripresasi piuttosto rapidamente, Olbia mantenne una certa indipendenza sotto l'Impero romano, venendo poi inclusa nella provincia della Mesia inferiore. La scarsa presenza di monete coniate dopo Alessandro Severo lascia intuire che la città sia rimasta abitata fino al III-IV secolo per poi essere conquistata probabilmente dai Goti.
Il suo porto era uno dei principali scali del Mar Nero per l'esportazione di cereali, pesci e schiavi verso la Grecia e per l'importazione di manufatti prima dell'Asia minore e poi dell'Attica nella Scizia.

## Storia

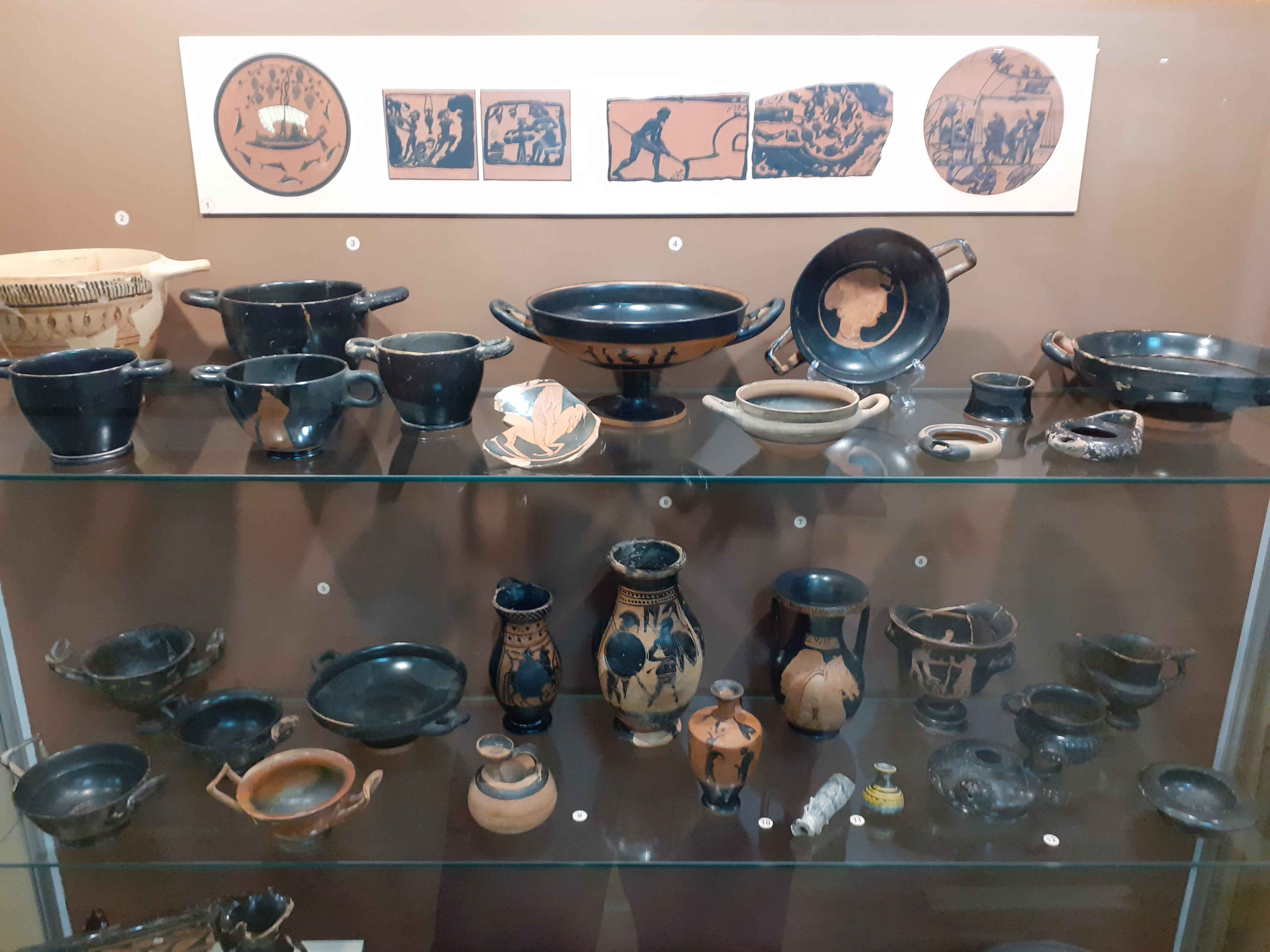
Ceramiche greche

Fu fondata da coloni provenienti dalla polis di Mileto tra il 646 e il 645 a.C., diventando la più antica colonia milesia sulle rive del Mar Nero. Originariamente forse si trattava di un villaggio di pescatori che occupava anche l'antistante isola Berezan', sulla quale sono stati ritrovati i reperti più antichi.
In questi due secoli la città si sviluppò grazie alla sua vocazione commerciale, divenendo il principale porto della regione, dopo la nascita delle colonie ioniche della Crimea, rimase tra i principali centri di scambio tra Greci e Sciti. Fu visitata dallo storico Erodoto nel V secolo a.C. e nello stesso periodo passò sotto l'area d'influenza di Atene; i rapporti coi dominatori sciti rimasero sempre amichevoli e questo permise alla città di non essere influenzata negativamente dagli eventi nella madrepatria tanto che il IV secolo a.C. fu il periodo di massimo splendore per Olbia.
Il declino del regno scita coincise con un periodo piuttosto buio anche per Olbia. A cavallo tra IV e III secolo a.C. sotto la pressione dei Sarmati gli Sciti tentarono di espandersi a ovest venendo ricacciati dai macedoni di Filippo II; nonostante una parziale avanzata nei Balcani il regno scita si era ormai ridotto considerevolmente e per questo Sciluro e poi suo figlio Palaco si lanciarono nell'invasione del Chersoneso Taurico, venendo sconfitti da Mitridate VI. Olbia ricadde quindi sotto l'influenza e la protezione pontica ma dopo la morte di Mitridate fu distrutta dai Geti intorno al 50 a.C.
La città si riprese velocemente tanto che Dione Crisostomo, che la visito nell'83, la menziona come completamente ricostruita per volontà degli Sciti. Similmente a Tomi e Panticapeo la nuova Olbia fu fortemente iranizzata sebbene non avesse perduto né l'aspetto tipico di una città greca né la lingua. La città venne annessa dall'Impero romano, parte della provincia di Mesia inferiore, pur mantenendo comunque una certa autonomia. Sotto Antonino Pio vi fu stanziata una guarnigione, mentre durante la dinastia dei Severi risulta tra le città della Mesia inferiore. La scarsa presenza di monete coniate dopo Alessandro Severo lascia intuire che tra il III e il IV secolo Olbia sia stata abbandonata, probabilmente durante le scorrerie dei Goti.

## Scavi
Scavi poco sistematici si ebbero nel corso del XIX secolo ma la prima campagna di scavi vera e propria fu iniziata nel 1901 dall'archeologo russo Boris Farmakovskij ed è ancora in corso sotto la supervisione dell'Accademia nazionale delle scienze dell'Ucraina, avendo registrato le maggiori interruzioni durante la rivoluzione russa e durante la seconda guerra mondiale.